# Silvia Álvarez de Toledo y Gutiérrez de la Concha
Silvia Álvarez de Toledo y Gutiérrez de la Concha (Nápoles, Italia, 13 de junio de 1873-Berlín, Alemania, 6 de agosto de 1932), fue una noble española, III duquesa de Bivona, grande de España, y III condesa de Xiquena.

## Biografía
Silvia Álvarez de Toledo y Gutiérrez de la Concha fue la segunda hija del matrimonio entre José María Álvarez de Toledo y Acuña, I duque de Bivona y I conde de Xiquena y  Jacinta Gutiérrez de la Concha y Fernández de Luco.
Se casó en Madrid, el 25 de junio de 1896 con Manuel Felipe Falcó y Osorio, IV duque de Fernán Núñez, entre sus numerosos títulos nobiliarios. El matrimonio fue a vivir al Palacio de Cervellón y tuvo varios hijos:
- Manuel Falcó y Álvarez de Toledo, VI duque del Arco, casado el 5 de abril de 1897 con la aristócrata argentina María de las Mercedes Anchorena y Uriburu.[4]

- José Falcó y Álvarez de Toledo, XVI conde de Elda, casó el 4 de mayo de 1898 con Emilia Carrión Santamarina.[5]

- María Cristina Falcó y Álvarez de Toledo, VII condesa de Frigiliana, casada el 27 de julio de 1900 con Leopoldo Sainz de La Maza y Gutiérrez-Solana, I conde de La Maza.

- Livia Falcó y Álvarez de Toledo, marquesa de Villatorcas, casada el 22 de octubre de 1902 con Pablo Martín Alonso.[6]

- María del Pilar Falcó y Álvarez de Toledo, marquesa de Nules, casada el 25 de marzo de 1906 Luis Morenés y Carvajal, VIII conde del Asalto.

- Beltran Falcó y Álvarez de Toledo, falleció joven, sin descendencia.[7]

- Tristán Falcó y Álvarez de Toledo, XIV conde de Barajas grande de España de primera clase, murió asesinado joven de 25 años, sin descendencia.[8]

Fue dama de la Orden de las Damas Nobles de la Reina María Luisa y se dedicó a las obras de caridad, abriendo la hospedería de la calle de Gaztambide. Fue presidente de las Hijas de María, directora de los comedores de la Acción Católica, vocal de la Liga contra el cáncer, secretaría de la Cruz Roja de España y miembro de la de Bélgica, siendo condecorada con la Cruz de la orden civil de Beneficencia.
En 1926, falleció sin descendencia Tristán, su hermano mayor, por lo que heredó el Condado de Xiquena y el Ducado de Bivona.
Silvia Álvarez de Toledo y Gutiérrez de la Concha falleció en Berlín, el 6 de agosto de 1932.

## Títulos y distinciones

### Títulos y tratamientos
- 1873-1896: «Doña Silvia Álvarez de Toledo y Gutiérrez de la Concha»
- 1896-1921: «Excelentísima señora doña Silvia Álvarez de Toledo y Gutiérrez de la Concha, marquesa de la Mina»
- 1921-1926: «Excelentísima señora doña Silvia Álvarez de Toledo y Gutiérrez de la Concha, marquesa de la Mina, duquesa de Fernán Núñez»
- 1926-1932: «Excelentísima señora doña Silvia Álvarez de Toledo y Gutiérrez de la Concha, condesa de Xiquena, duquesa de Bivona»

### Distinciones
- Dama de la Orden de Damas Nobles de la Reina María Luisa
- Gran Cruz de la Orden Civil de Beneficencia